# Adolf Roemer

Adolf Roemer als Lehrer am Institut Helvetia Luzern um 1915

Adolf Johann Roemer (auch Römer; geboren am 24. Mai 1890 in Uznach; gestorben am 9. Februar 1960 in St. Gallen) war ein Schweizer Politiker und von 1936 bis 1960 Regierungsrat des Kantons St. Gallen.

## Leben
Adolf Roemer wurde am 24. Mai 1890 in Uznach im Linthgebiet geboren. Sein Vater Johann Adolf Roemer war Metzger und führte zusammen mit seiner Frau Maria Theresia, geb. Gübeli, das Gasthaus mit Metzgerei „Zum Hirschen“. Nach Abschluss der Sekundarschule in Uznach, besuchte Adolf Roemer die Mittelschule in Engelberg und Schwyz. Die straffe Erziehung im Internat war von großer Bedeutung, besonders als der Sechzehnjährige 1906 seine Mutter verlor. Nach Absolvierung der Lehramtsschule wurde Adolf Roemer Reallehrer am Institut Helvetia Luzern. Als Hauptlehrer der Sekundar- und Handelsabteilung erteilte er Unterricht in Geographie, Mathematik und Naturgeschichte. Der Schuldirektor gab ihm ein sehr positives Zeugnis, als er 1915 sein Studium der Geographie an der Universität Zürich aufnahm.
Adolf Roemer leistete während des Ersten Weltkriegs Aktivdienst. Während der Grenzbesetzung von 1915 in St. Moritz stationiert, lernt er die junge Engadinerin Anna Jenny (1894–1977) aus Bever kennen. Das Paar heiratete am 1. Mai 1919 in Weggis, Luzern. Sie hatten zwei Kinder: Irma (1920–2010) und Rudolf (1923–2009).
Mit einer Dissertation über die Trockenlegung des Linthgebietes im Kanton St. Gallen wurde Roemer am 30. Oktober 1918 bei Hans J. Wehrli promoviert. Danach trat er eine Stelle als Sekretär beim st.-gallischen kantonalen Erziehungsdepartement an.

## Politik
Roemers Tätigkeit im Erziehungsdepartement führte ihn in die Politik. Er trat der Freisinnig-Demokratischen Partei (FDP) bei und wurde 1936 zum ersten Mal in den Regierungsrat des Kantons St. Gallen gewählt. Er stand von 1936 bis 1960 dem Erziehungs- und Militärdepartement vor. Außer dem Bau zahlreicher Schulhäuser und Turnhallen veranlasste er 1952 die Totalrevision des Erziehungsgesetzes und 1954 die Annahme des Gesetzes über die Handelshochschule. In den Amtsjahren 1939/40, 1945/46, 1950/51 und 1957/58 stand er als Landammann dem Regierungsrat vor.
Die Erziehungsdirektoren-Konferenz ernannte Adolf Roemer schon im ersten Jahre seiner Regierungstätigkeit zum Mitglied der Kommission für das Unterrichtsarchiv und der Kommission für die Schriftfrage. Er zeigte große Initiative und schrieb nach Übernahme des Präsidiums der „Archiv“-Kommission im Jahre 1945 vermehrt eigene Artikel. Ab 1947 übernahm Adolf Roemer die Leitung der Zentralstelle für Dokumentation und Auskunft in der Kommission für das Unterrichtsarchiv und war ab 1959 Redaktor der schweizerischen Zeitschrift Archiv für das schweizerische Unterrichtswesen. (Die Zeitschrift veröffentlichte Hintergrundbeiträge, Berichte zum Unterrichtswesen in der Schweiz, Statistiken sowie neu erlassene eidgenössische und kantonale Gesetze, Dekrete und Reglemente.) Als langjähriger Redaktor gewann er einen Überblick über die Bestrebungen zur Förderung des Schulwesens aller Stufen und aller Kantone. Er war stets bestrebt, als Verfasser von Artikeln, Mitarbeiter aus allen Stufen und allen Teilen des Landes hinzuzuziehen und die drei Hauptlandessprachen zum Worte kommen zu lassen.
Dies befähigte ihn dann, eine wegweisende Revision der st.-gallischen Gesetzgebung über das Erziehungswesen in Angriff zu nehmen. Er führte in den Jahren 1938, 1944, 1945, 1947 und 1952 neue Schulgesetzgebungen ein. Von größter Bedeutung war die Einführung der Steuerausgleichsbeiträge zugunsten bedürftiger Schulgemeinden. Damit wurde das grösste Hemmnis für die Entwicklung der st.-gallischen Volksschule beseitigt. Er brachte 1945 das erste Fortbildungsschulgesetz mit dem Obligatorium für Buben und Mädchen, die nach der Volksschule keine weitere Schulbildung erhielten. 1947 setzt er sich für höhere Lehrerlöhne ein. Seine größte Leistung war das neue fortschrittliche und verständliche Erziehungsgesetz vom 5. März 1952. Durch dieses Gesetz sollten die Schulen aller Stufen nicht nur gutes, neuzeitlich fundiertes Wissen vermitteln, sondern „gleichzeitig Männer und Frauen heranbilden von solider staatsbürgerlicher Haltung, von sozial aufgeschlossenem Sinn und von Bereitschaft für das Ideale und Schöne“. In seinen letzten Jahren setzte er sich für den Bau von Schulhäusern ein. So sind in seinen letzten Jahren im Amt über hundert Primar- und Sekundarschulhäuser und rund sechzig Turnhallen gebaut worden.
Sein Hauptanliegen als Regierungsrat bestand darin, das kulturelle, staatspolitische, wirtschaftliche und soziale Leben des Kantons zu fördern. Außer seiner amtlichen Tätigkeiten setzte er sich für die Förderung des Stadttheaters, des Schweizerischen Musikvereins, des kantonalen  St. Gallischen Turnverbandes und der Schweizerischen Staatsbürgerlichen Gesellschaft ein. Er war zwischen 1950 und 1955 Vorstandsmitglied des Schweizerischen Burgenvereins.

## Letzte Ehre
Nachdem er seit wenigen Tagen Pläne für den Ruhestand machte und auf Ende der laufenden Amtszeit, den 30. Juni, seinen Rücktritt erklärte, erlitt Adolf Roemer in seinem Büro einen Hirnschlag. Nach drei Tagen im Spital starb er am Dienstag, 9. Februar 1960 mit siebzig Jahren. Auf den 12. Februar wurde ein Staatsbegräbnis angeordnet. Das Inspektionsspiel St. Gallen führte es an, gefolgt von der Schweizerfahne, der Ehrenkompanie, zahlreichen Studenten-, Verbands- und Vereinsdelegationen, den Mitgliedern der St. Galler Regierung, des Grossen Rates, des Kantonsgericht, den Kantonspolizisten, sowie Alt-Bundesräten, Ständeräten, Nationalräten, Vertretern der Armee und verschiedenen Kantonsregierungen, Delegationen aus dem benachbarten Fürstentum Liechtenstein und dem Vorarlberg, sowie ausländischen Vertretungen und Hunderten Trauernder. 
In seiner Trauerrede sagte Ständerat Johann Schmuki über Adolf Roemer: „Eine überströmende Güte war ihm eigen, ein tiefes soziales Mitgefühl mit dem Mitmenschen, das viel mehr war als bloße Leutseligkeit des Umganges; dazu kam seine persönliche Bescheidenheit, seine große Heimatliebe, seine menschlich-sympathische Einstellung zu allen Dingen des Lebens.“